# Krasnokutsk
Krasnokutsk är ett stadsliknande samhälle i Ukraina vid floden Merlja, nordöst om Poltava. Den hade 7 564 invånare i början av 2017. och 7 164 invånare i början av 2022.

## Historia
Platsen är i svensk historia främst känd för en rytteristrid där 11 februari 1709, då en kavalleristyrka under befäl av Karl XII, omfattande fem kavalleriregementen (cirka 2 600 man) besegrade en betydligt större trupp om sju ryska dragonregementen. Ryssarnas förluster har angetts till omkring 2 000 man, medan svenskarna endast förlorade 132. Striden skapade förutsättningar för en fortsatt svensk offensiv som kunnat bli avgörande, men ett plötsligt väderomslag som gjorde vägarna ofarbara hindrade svenskarnas avancemang.

## Befolkningsurveckling
| 1773  | 1861  | 1897  | 1923  | 1926  | 1959  | 1970  | 1979  | 1989  | 2001  | 2010  | 2020  | 2022  |
| ----- | ----- | ----- | ----- | ----- | ----- | ----- | ----- | ----- | ----- | ----- | ----- | ----- |
| 4.134 | 4.673 | 6.860 | 9.192 | 9.929 | 8.792 | 7.168 | 7.834 | 8.511 | 8.147 | 7.748 | 7.348 | 7.164 |

Webbref: 1773, 1861;
1897–2017;
2022